# نسترن فرخه
نسترن فرخه خبرنگار و روزنامه‌نگار ایرانی است که در گروه اجتماعی روزنامه شرق قلم می‌زند.

## زندگی
نسترن فرخه خبرنگاری را با انصاف نیوز شروع کرد و مدتی هم خبرنگار خبرگزاری ایلنا بوده است. او در روزنامه شرق فعالیت می‌کند.

### بازداشت
نسترن فرخه در گروه اجتماعی روزنامه شرق گزارش‌ها و مصاحبه‌هایی مانند «گفتگو با وکیل خانواده نیکا شاکرمی»، «بررسی ابعاد حقوقی تیراندازی در مترو تهران»، «گزارش صحرا رضایی، دانشجویی افغانستانی و مفقودی دانشگاه علامه طباطبایی» منتشر کرده که بازتاب‌های زیادی در فضای رسانه‌ای داشته است. یک روز پس از انتشار مصاحبه وی با وکیل صحرا رضایی و در میانه خیزش ۱۴۰۱ ایران، در روز یکشنبه ۶ آذر ۱۴۰۱ مأموران با حضور در منزل نسترن فرخه او را بازداشت و تلفن همراه او و خانواده و لپ‌تاپش را ضبط کردند. فرخه در ۱۴ آذر و با قید وثیقه آزاد شد.